# The 8 Show
The 8 Show (en hangul, 더 에이트 쇼; McCune-Reischauer, Tŏ eit'ŭ syo) es una serie de televisión web surcoreana escrita y dirigida por Han Jae-rim, y protagonizada por Ryu Jun-yeol, Chun Woo-hee, Park Jung-min, Lee Yul-eum, Park Hae-joon, Lee Joo-young, Moon Jeong-hee y Bae Seong-woo. Se estrenó en la plataforma Netflix el 17 de mayo de 2024.

## Sinopsis
Ocho concursantes, cuyas vidas se han derrumbado por problemas de dinero, cooperan y compiten repetidamente en un entorno extremo: un lugar misterioso organizado en una zona pública y un espacio privado que consta de ocho plantas. Allí reciben alojamiento y comida básicos, mientras participan en un dulce pero peligroso espectáculo, donde ganan dinero a medida que pasa el tiempo. Descubrirán formas de ampliar ese tiempo, pero les llevará al límite. Un desafío para la voluntad humana. El juego termina si el tiempo llega a cero o si ocurre una muerte.

## Reparto
- Ryu Jun-yeol como Bae Jin-su/Tercer piso.[7][8]
- Chun Woo-hee como Song Se-ra/Octavo piso.[9][10]
- Park Jung-min como Yu Philip/Séptimo piso.[7][8]
- Lee Yul-eum como Kim Yang/Cuarto piso.[8][11]
- Park Hae-joon como Tae-seok/Sexto piso.[8]
- Lee Joo-young como Chun-ja/Segundo piso.[8][11]
- Moon Jeong-hee como Mun-jeong/Quinto piso.[8][11]
- Bae Seong-woo como Sin Sang-guk/Primer piso.[8][12]

## Producción
La serie fue coproducida por Studio N, Magnum Nine y Lotte Cultureworks, y contó con un presupuesto de 24 000 millones de wones, es decir unos 3000 por episodio. Este coste, considerado muy alto, dificultó las negociaciones para encontrar una plataforma de vídeo en línea donde transmitirla. En septiembre de 2023 persisitían las dudas sobre su colocación.
Las audiciones se concluyeron en mayo de 2022, el rodaje comenzó a finales de junio del mismo año y terminó seis meses después, en diciembre. Por lo general, las empresas productoras comienzan las negociaciones con canales y plataformas inmediatamente después de la elección de los protagonistas, de modo que cuando comienza el rodaje ya se conoce el destino de la producción. En este caso, sin embargo, se verificó una demora de un año: en efecto, en diciembre de 2023 se anunció que se emitiría en Netflix.
The 8 Show está basada en dos webtoons de Bae Jin-soo, Pie Game y su continuación Money Game, que se publicaron en Naver Webtoon entre 2018 y 2020, y entre 2020 y 2021 respectivamente. En conjunto acumularon más de trescientos millones de visitas. El estreno de la serie creó mucha expectación en su país por el gran número de admiradores de la obra original; por ser el primer trabajo televisivo de su director, ya célebre en cine; y también porque el contenido guarda algunas similitudes con El juego del calamar, de 2021, que fue un gan éxito mundial.
El director y guionista de la serie es Han Jae-rim, quien también realizó esta doble función en dos películas de gran éxito: The King (2017) y Emergency Declaration (2021). Se trata de su primer trabajo para televisión. Han presentó su obra diciendo que había tratado de «representar las estructuras y fenómenos naturales como la democracia y la dictadura que ocurren cuando se crea una pequeña sociedad en la vida humana [...] El personaje principal en sí no es un héroe. En lugar de estar estructurada como una obra sobre el bien y el mal, es la historia de un grupo de humanos que interactúan dentro de un marco de intereses mutuos». El director explica el motivo por el que decidió combinar los dos webtoons: «durante el proceso de planificación, sentí que Money Game tenía limitaciones en el sentido de que era una estructura de supervivencia en la que los participantes se beneficiaban más a medida que otros participantes morían, y el trabajo posterior Pi Game las reglas del juego eran más atractivas».Por lo que respecta a la cercanía temática de la serie con El juego del calamar, Han declaró que había decidido trabajar en el proyecto incluso antes de que se emitiera dicha serie, y que tras el éxito que obtuvo se planteó abandonarlo. Sin embargo, decidió ofrecewr algo diferente, no un juego de supervivencia sino un drama que refleja la sociedad.
El 27 de mayo la compañía productora anunció que había completado el reparto de protagonistas con la inclusión de Chun Woo-hee. Para este último papel la actriz elegida en un primer momento había sido IU, pero después esta declinó participar por problemas de agenda. Junto a IU, en una primera ronda de audiciones realizada en enero, habían sido elegidos Ryu Jun-yeol, Park Jung-min, Paek Hae-joon y Bae Seong-woo. En la segunda ronda, en marzo, se añadieron Moon Jeong-hee, Lee Yul-eum y Lee Joo-young.
El 12 de abril de 2024 Netflix difundió un avance de la serie, junto con un cartel, al tiempo que anunciaba la fecha de lanzamiento. Diez días después distribuyó algunos fotogramas a la prensa.

## Crítica
Álvaro Onieva (Fotogramas) comienza su comentario de la serie señalando la referencia evidente de El juego del calamar, con la que no puede dejar de compararse. The 8 Show es, sin embargo, «una propuesta mucho menos violenta, menos salvaje y, sobre todo y ahí su principal fallo, con mucho menos ritmo y contenido», con personajes que «no terminan nunca de abandonar el esterotipo», y con «notas de una comedia negra que rara vez logra su cometido». Concluye Onieva: «Quizás lo más rescatable de la serie es ese intento por poner ante nuestros ojos, con dinámicas sencillas, los fallos más esenciales del sistema capitalista en el que vivimos [...] El tema está ahí y es interesante, pero, en definitiva, The 8 Show no encuentra los caminos para contarnos esto de una forma interesante y que nos atrape».
Tanu I. Raj (NME) también incide en el peso de El juego del calamar a la hora de evaluar la serie, que define como una «sórdida pero entretenida historia». Frente a aquella, «The 8 Show adopta un enfoque de manipulación mental más siniestro (pero notablemente menos mortal), plagado de ilusiones y falsas redes de seguridad que estratégicamente plantan inseguridades desde dentro bajo el disfraz de elección».
Para Pierce Conran (South China Morning Post), «The 8 Show es muy elegante y genera una visualización compulsiva, gracias a sus brutales apuestas y constantes sorpresas, pero todo se desmorona si lo piensas demasiado. La lógica del juego no resiste el escrutinio (hay varias soluciones obvias a los desafíos que enfrentan los concursantes) y las alusiones sociales de la historia parecen superficiales e hipócritas».